# Terremoto de Jujuy de 1863
El terremoto de Jujuy de 1863 fue un terremoto que tuvo lugar en la provincia de Jujuy, República  Argentina, el 14 de enero de 1863, a las 11:00 (UTC-3). Registró una magnitud de 6,4 en la escala de Richter.
Su epicentro estuvo a 23°36′S 65°00′O / -23.600, -65.000, a una profundidad de 30 kilómetros.[cita requerida]
Este terremoto se sintió con grado VIII en la escala de Mercalli. Su magnitud y duración fueron excepcionalmente destructivos, causando daños a la catedral, al Cabildo y a muchos edificios en San Salvador de Jujuy, la capital provincial.